# Duchessa Brutta

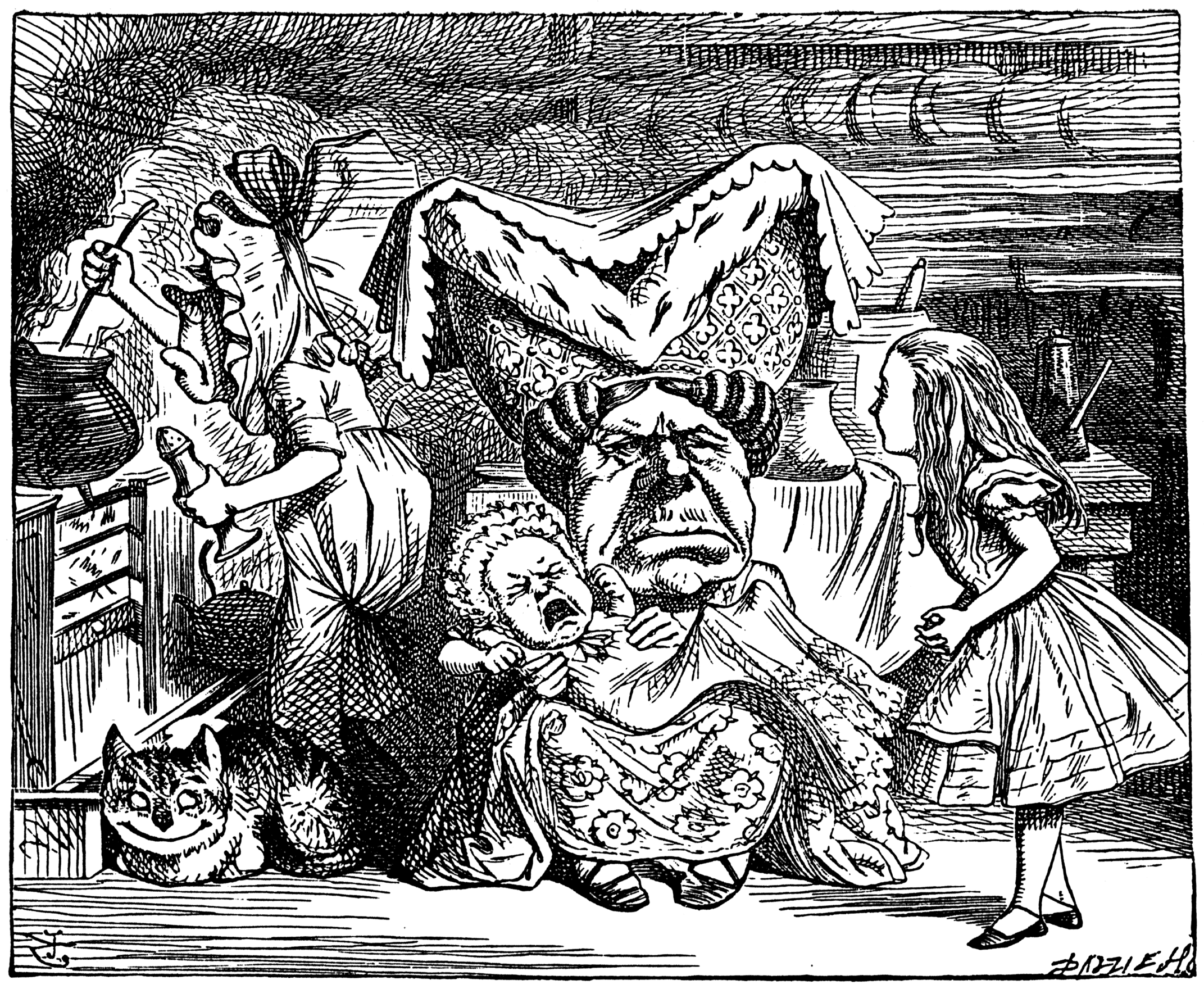
Illustrazione di John Tenniel, 1865

La Duchessa Brutta è un personaggio immaginario inventato da Lewis Carroll apparso per la prima volta nel 1865 nel romanzo Le avventure di Alice nel Paese delle Meraviglie.
Come per tutti i suoi personaggi, Carroll non ne dà una precisa descrizione fisica, ma si sofferma più sul comportamento del personaggio e sul suo modo di relazionarsi con Alice.
La Duchessa (insieme ai personaggi che compaiono con lei) è un personaggio aggiunto solo successivamente nella trama, nella successiva edizione del 1865.

## Genesi del personaggio
Il personaggio nasce come antagonista della Regina di cuori dallo sdoppiamento dello stesso. In Le avventure di Alice sottoterra è infatti assente, ma molti tratti del suo carattere sono presenti nel personaggio della Regina. Probabilmente Carroll ha voluto inserire quest'ennesima caricatura grottesca del genere femminile (insieme alla Cuoca), come ulteriore richiesta ad Alice di non perdere la spontaneità e l'innocenza dell'infanzia, quindi per dire che la crescita non è necessariamente un fenomeno positivo (come testimonia il Bambino della Duchessa).
Come riportato da Martin Gardner in The Annotated Alice, per il suo disegno John Tenniel sembra essersi ispirato al dipinto di Quentin Massys, "La Duchessa brutta" (1513). Il dipinto sembra essere il ritratto di Margaretha Maultasch, una duchessa del XIV secolo passata alla storia come la più brutta donna mai esistita. Tuttavia, poiché il ritratto è stato dipinto 200 anni dopo la sua morte, non possiamo affermare con certezza se Massys abbia davvero ritratto la vera Duchessa.

## Caratterizzazione del personaggio
il nome della Duchessa non viene mai detto, nel libro viene sempre apostrofata come "The Duchess". Abita nel Paese delle Meraviglie in un palazzotto appena fuori dalla foresta del Bruco. Essendo una nobildonna, viene servita da una Cuoca e un valletto; ha inoltre un figlio e un gatto.
Del suo aspetto fisico Carroll cita solo il suo mento tremendamente aguzzo, ma stando all'illustrazione di Tenniel è una donna di grottesca bruttezza; viene esplicitamente detto che anche il suo bimbo è bruttissimo e deforme. Il suo carattere è fortemente volubile, sembra quasi abbia una doppia personalità: al suo primo incontro con Alice, che avviene nella cucina della sua casa, si mostra nervosa e scontrosa; al secondo incontro è invece smielata, logorroica, pettegola e curiosa, tanto che Alice penserà che il suo nervosismo di prima fosse dovuto alla sua ossessione per il pepe. È il personaggio che forse darà più spago ad Alice, ma certamente solo per avere qualcuno con cui spettegolare e non per un reale interesse per le vicende della piccola.
I suoi rapporti con la Regina sono quanto mai burrascosi, sembra quasi che venga invitata a giocare a Croquet solo per avere un'occasione in più di conflitto, alla fine della partita verrà addirittura condannata alla decapitazione.
Il suo puntiglio è trovare una morale in tutto ed assecondare chiunque.

## Comprimari
La casa della Duchessa pullula di strani personaggi, che (escluso il Gatto del Cheshire) nella storia avranno un ruolo sicuramente minore.
Il Valletto Rana: Alice avrebbe giurato che il valletto fosse una rana poiché i suoi occhi erano talmente distanti fra loro ed in alto sulla testa che non sarebbe potuto essere nient'altro.
Il Valletto porta una livrea ed un parruccone incipriato e ricciuto, preferisce non entrare in casa poiché c'è troppa confusione e dice che resterà fuori per giorni e giorni. Gli inutili tentativi di Alice di instaurare una conversazione con lui la porteranno a ritenerlo un completo idiota.
La Cuoca: La Cuoca della Duchessa ha un solo pensiero: il pepe. Ogni suo piatto ne è infarcito e l'aria della cucina ne è satura. L'altra sua occupazione è scaraventare stoviglie sulla Duchessa senza un motivo preciso.
Parteciperà come teste al processo finale, ma la sua deposizione sarà alquanto...rilevante.
Il Bambino Porco: Carroll non dice esplicitamente che è il figlio della Duchessa, ma lo si può intuire dalla ninna-nanna che costei gli canta e che inizia dicendo 'Striglio il mio bebè...' È un bambino bruttissimo, ed i suoi arti sono flessibili come quelli di una stella marina.
La Duchessa lo affiderà ad Alice, ma questi si trasformerà ben presto in un porcellino.